# Clavipalpula alboradiata
Clavipalpula alboradiata là một loài bướm đêm trong họ Noctuidae.